# ای‌سی‌اس نانو
ای‌سی‌اس نانو (انگلیسی: ACS Nano) نشریه ای علمی با داوری همتا در زمینه فناوری نانو است که از سال ۲۰۰۷ تاکنون و توسط انجمن شیمی آمریکا منتشر می‌شود.